# Traubach-le-Bas
Traubach-le-Bas település Franciaországban, Haut-Rhin megyében. Lakosainak száma 464 fő (2022. január 1.). Traubach-le-Bas Traubach-le-Haut, Bréchaumont, Wolfersdorf, Buethwiller és Elbach községekkel határos.

## Népesség
A település népessége az elmúlt években az alábbi módon változott:
| Lakosok száma | 494  | 504  | 497  | 478  | 465  | 459  | 455  | 445  | 464  |
|               | 2013 | 2015 | 2016 | 2017 | 2018 | 2019 | 2020 | 2021 | 2022 |